# 戸外制作

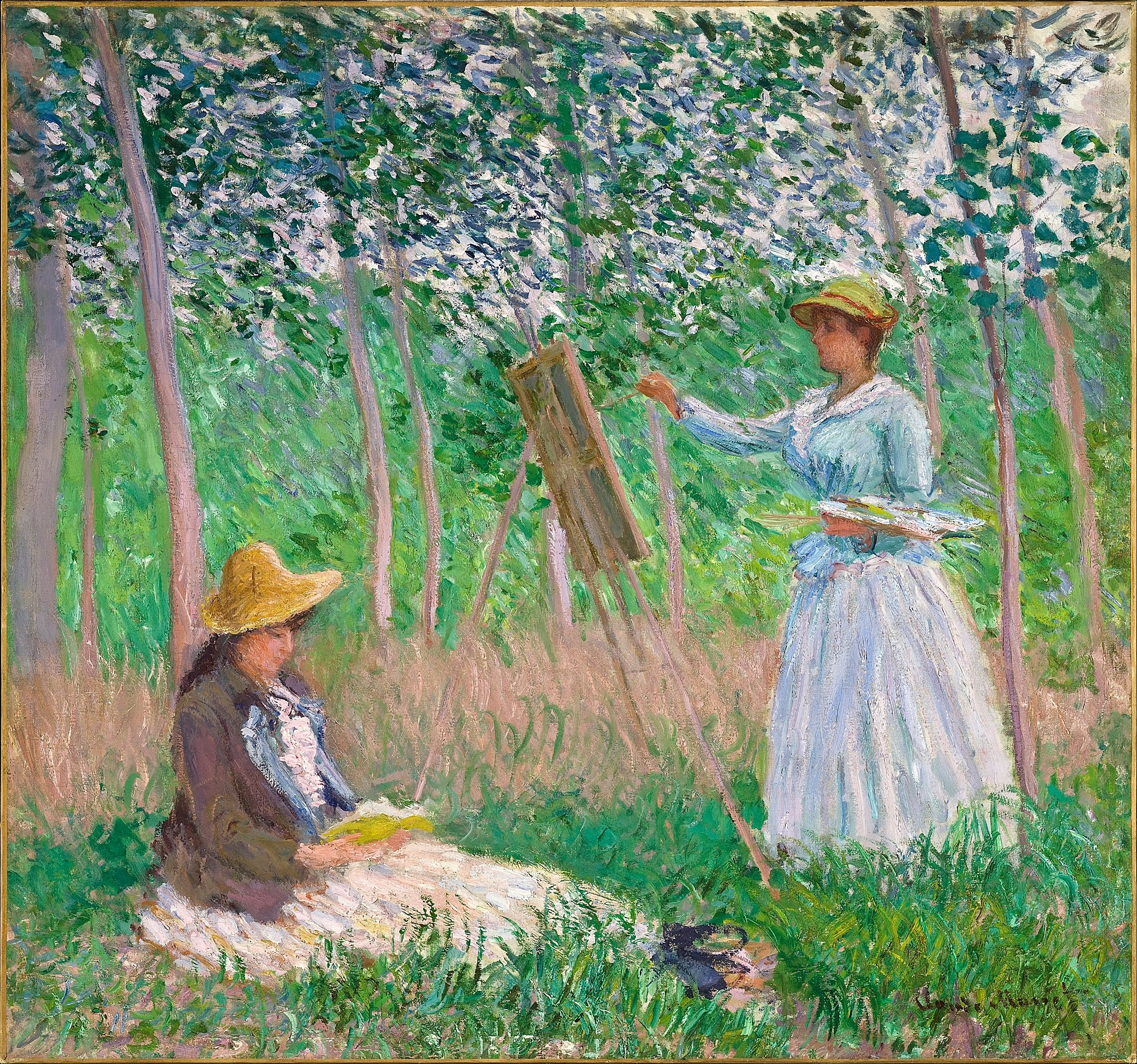
クロード・モネ 『イーゼルに向かうブランシュ・オシュデと読書するスザンヌ・オシュデ』 1887年 91.44 x 97.79 cm ロサンゼルス・カウンティ美術館

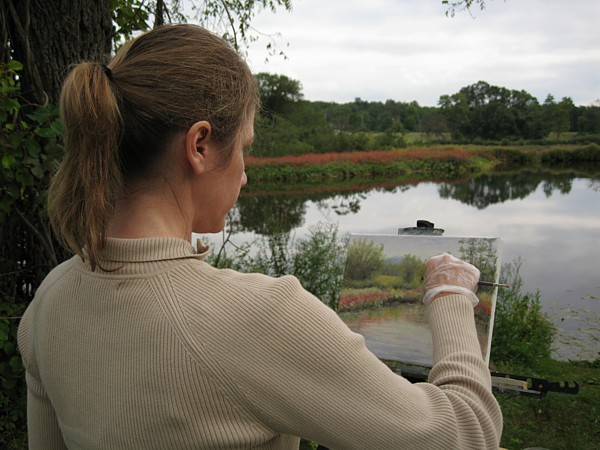
LironArt, Artist Liron Sissman painting en plein air in Ringwood State Park, New Jersey, USA (リングウッド州立公園で絵を描く画家リロン・シスマン) 2009年

戸外制作（こがいせいさく）とは、絵画を戸外で描くという意味であり、日本では美術書などでフランス印象派などの絵画スタイルを説明するときに使用される表現である
。フランス語では、オンプレネール (en plein air) またはプレネール (plein air) である。 en plein air  （英語：in the open air） を直訳すれば「戸外で」または「野外で」、「屋外で」という意味だが、このフランス語は他言語圏を含めた美術界では、絵画を戸外で制作するという意味に使われる。ただし、フランスではスポーツなど他の屋外活動にも使うので、曖昧さをさけるため戸外制作をpeinture sur le motif  （英語の painting on the ground に当たる）と表現することもある。

## 由来と背景
画家が戸外で絵を描いていたのは昔からだが、19世紀中頃のフランスでは、自然光の中で仕事をすることがバルビゾン派、続いて印象派にとってはとくに重要な意味を持つようになった。しかも、バルビゾン派は仕上げをアトリエで行ったのに対し、印象派になるとすべてを戸外で仕上げる傾向があった。とくに、クロード・モネやカミーユ・ピサロ、ピエール＝オーギュスト・ルノワールなどは戸外制作を重視し、戸外の大気と光の中で多くの作品を描いた。これに対し同じ印象派でもエドガー・ドガは、戸外制作には否定的であった
。

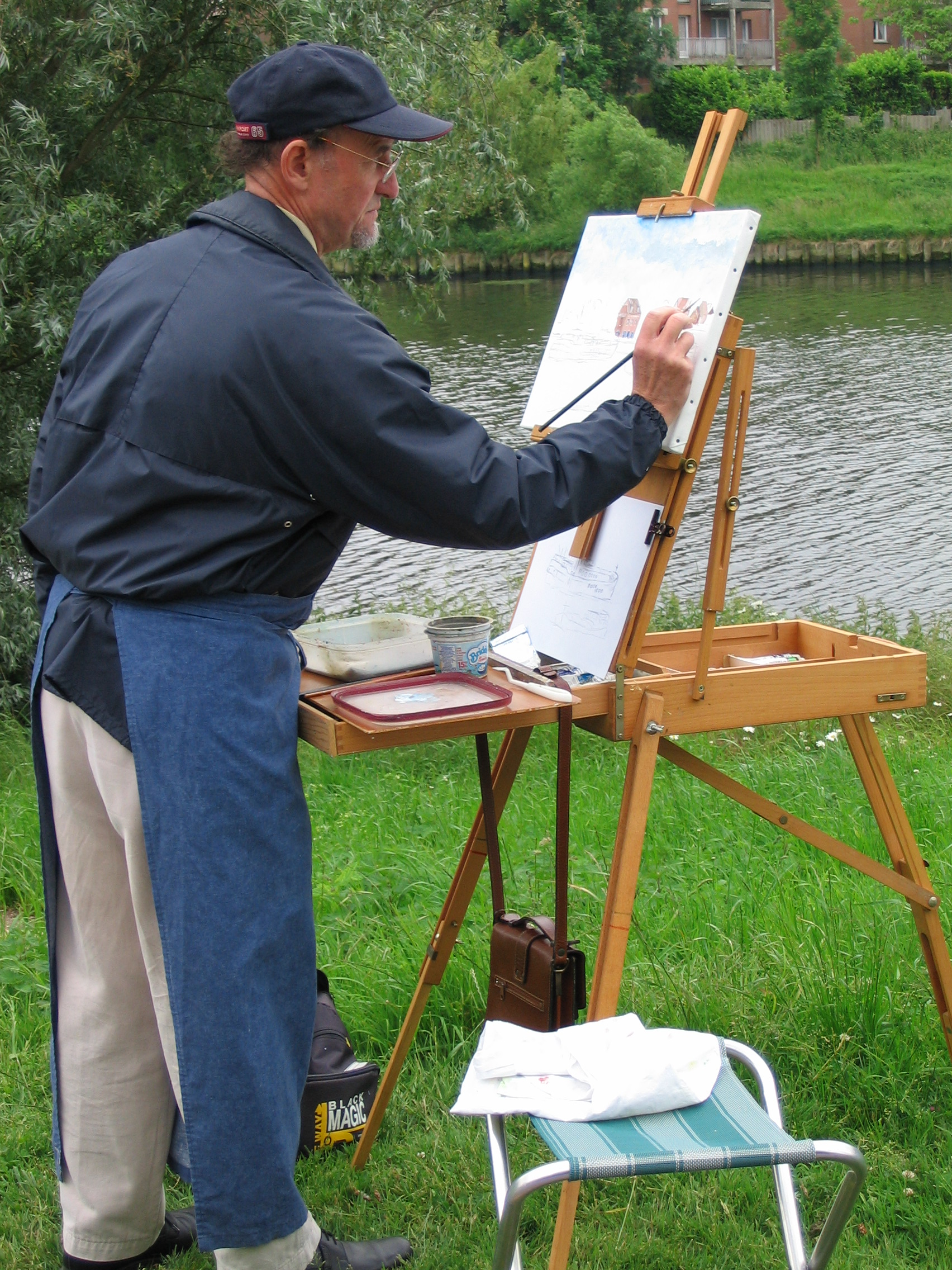
イーゼルボックスでの戸外制作

戸外制作が流行したのは、1870年代にチューブ入り絵の具が普及したことによる。それ以前は、画家は乾燥した顔料の粉をアマニ油とともに擦ったり混ぜたりして自分用の絵の具を作り、動物の膀胱に入れて持ち歩いていた。
さらにフランス印象派の戸外制作には、鉄道の発達でパリから気軽に郊外に出掛けられるようになったことも大きく寄与している。
19世紀後半におけるイギリスのニューリン派も、戸外制作で知られている。
この時期には「イーゼルボックス」（フランス式イーゼルボックス又は野外イーゼル）も登場した。最初の考案者は不明だが、このイーゼルは脚が折りたたみできる上に、絵の具箱とパレットが組み込まれており、森や丘陵になどへの携帯に最適であった。イーゼルボックスは今日でも製造されており、ブリーフケースサイズで収納しやすいので、自宅用としても使われる。
19世紀後半から20世紀初頭には、オールドライム派のようなアメリカ印象派も、戸外制作に熱心であった。この時期のアメリカ印象派には、ガイ・ローズ、ロバート・ウィリアム・ウッド (画家)、マリー・デナール・モーガン、ジョン・ギャンブル、 アーサー・ヒル・ギルバートがいる。カナダのグループ・オブ・セブン と トム・トムソンも戸外制作の唱道者であった。
ロシアでは、ヴァシーリー・ポレーノフ、イサーク・レヴィタン、ヴァレンティン・セローフ、コンスタンチン・コローヴィン、 イーゴリ・グラバーリが戸外制作で知られている。
日本では、フランス留学から帰った黒田清輝、久米桂一郎などが、1896年（明治29年）に、白馬会（はくばかい）を結成し、印象派とアカデミズム絵画を折衷した「外光派」と呼ばれた。彼らは戸外制作によって、明るい光に満ちた感覚的な表現を行なった。
20世紀、さらには21世紀でも戸外制作は盛んに行われている。

## ギャラリー

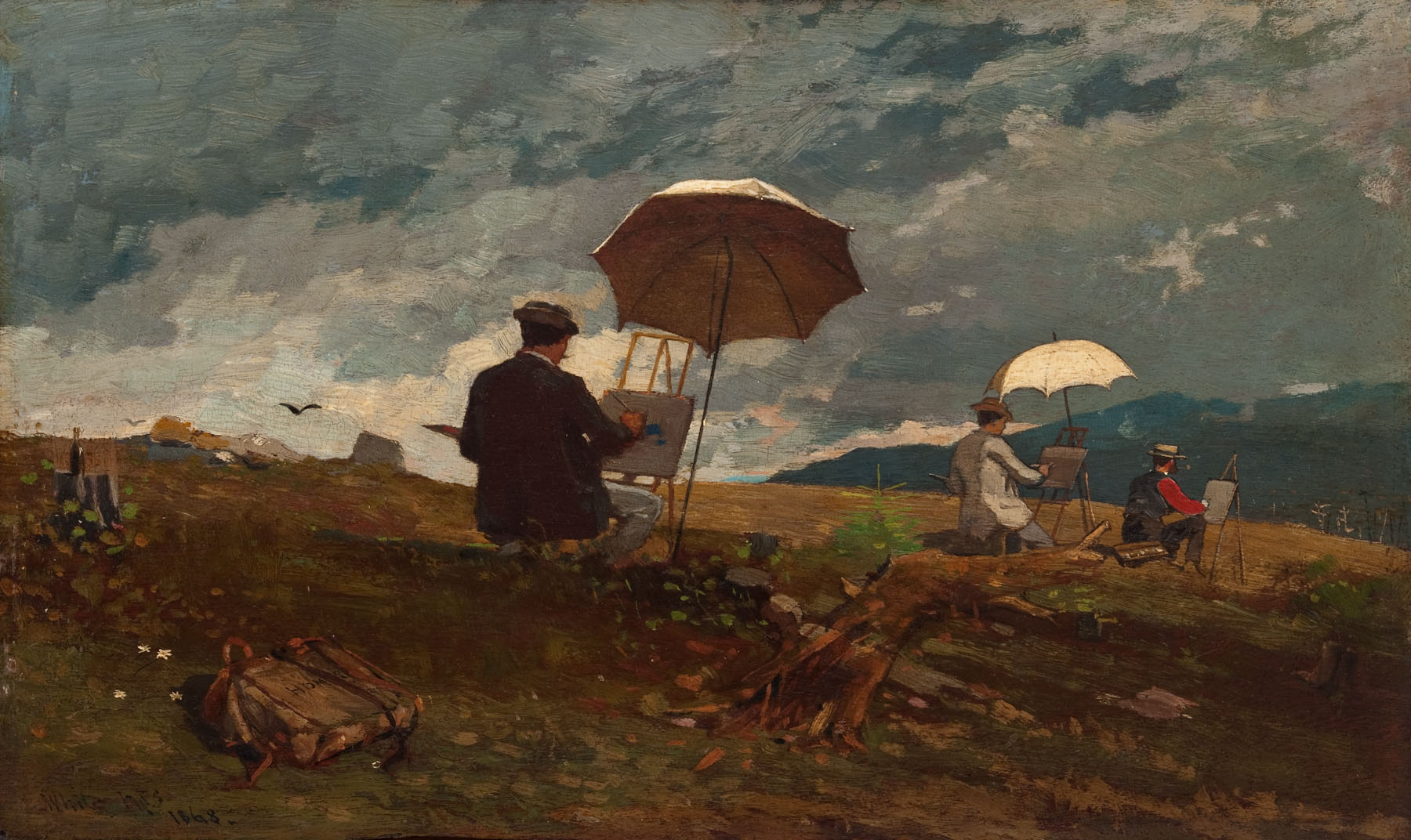
ウィンスロー・ホーマー 『ホワイトマウンテンでスケッチする画家たち』 1868年 9½" × 15⅞" ポートランド美術館 ポートランド（メイン州）
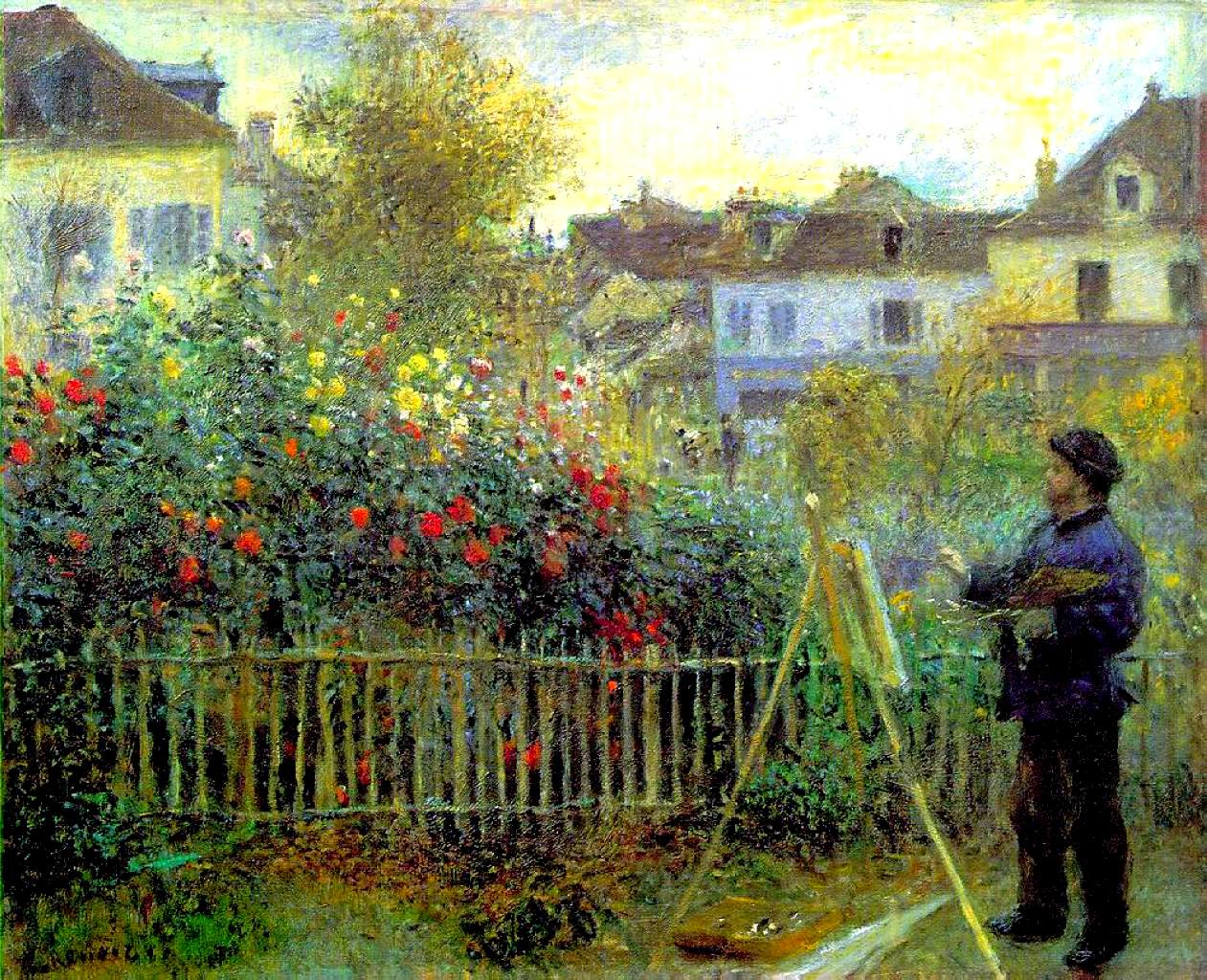
ルノアール 『アルジャントゥイユの自宅の庭で描くモネ』 1873年 46.7 × 59.7 cm ワズワース・アテネウム美術館 ハートフォード（コネチカット州）
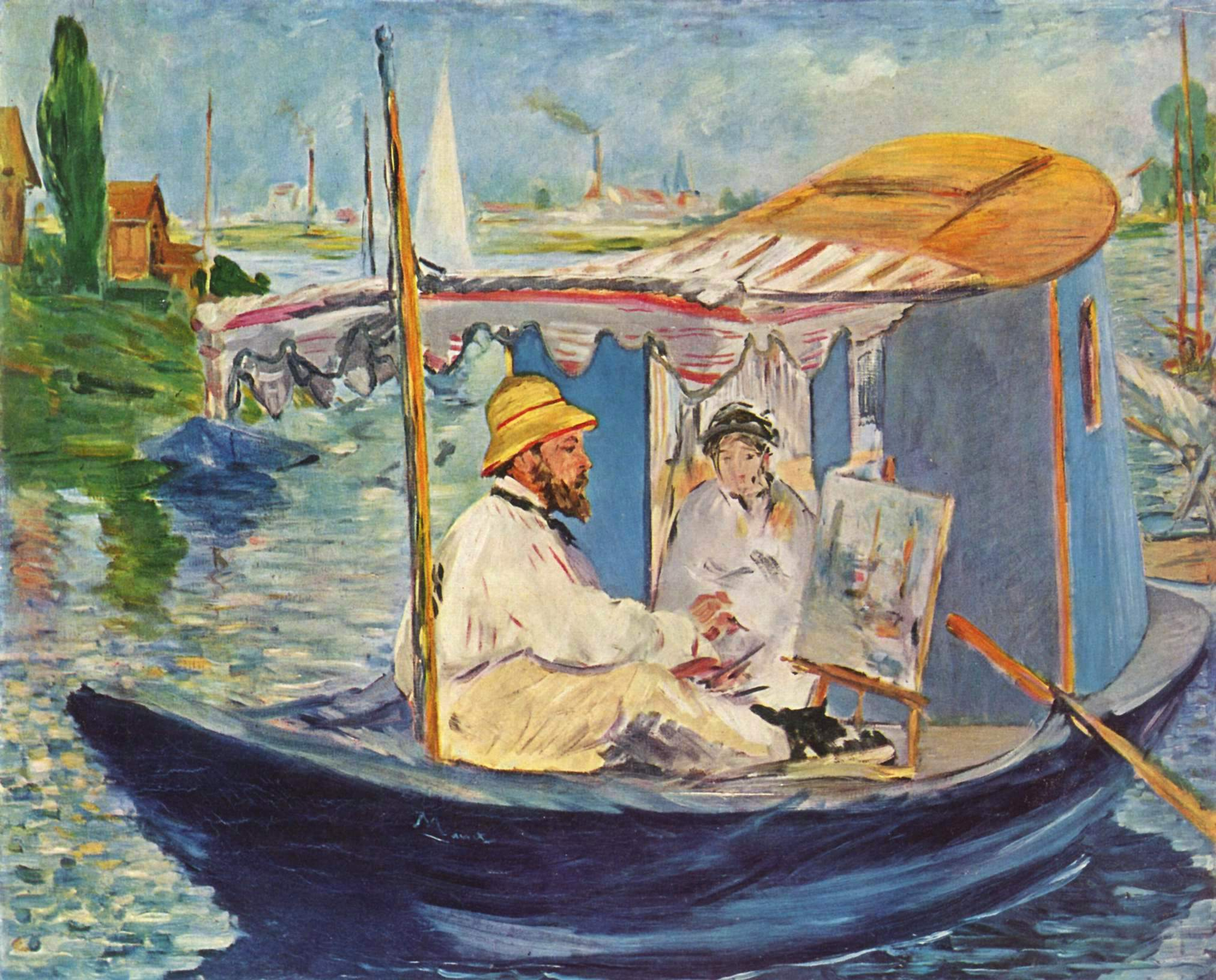
マネ 『水上アトリエで制作するモネ』 1874年 82.5 × 100.5 cm ノイエ・ピナコテーク ミュンヘン（ドイツ）
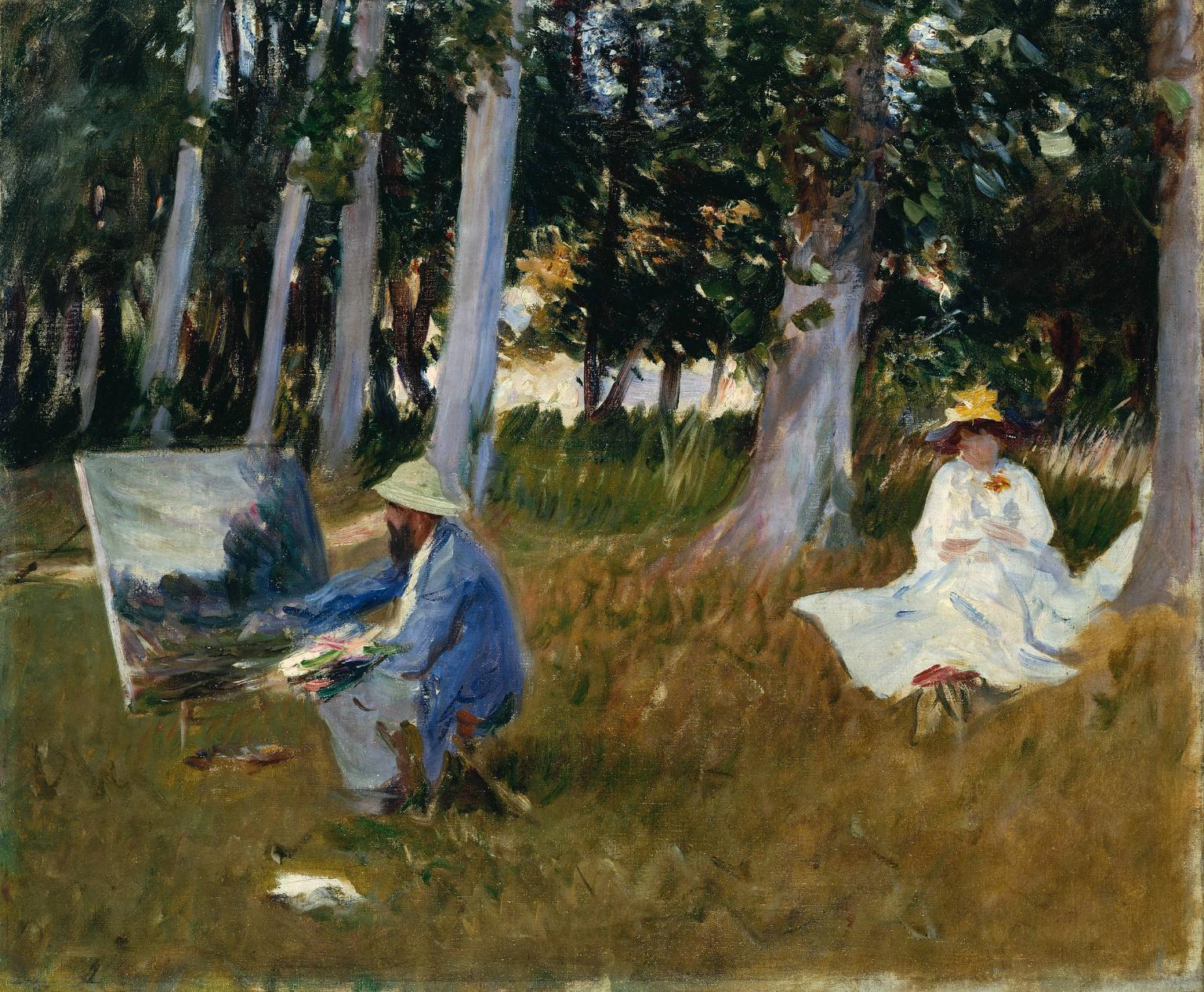
ジョン・シンガー・サージェント 『木の下に腰掛けて描くモネ』 1885年 54.0 × 64.8 cm テート・ギャラリー（ロンドン）
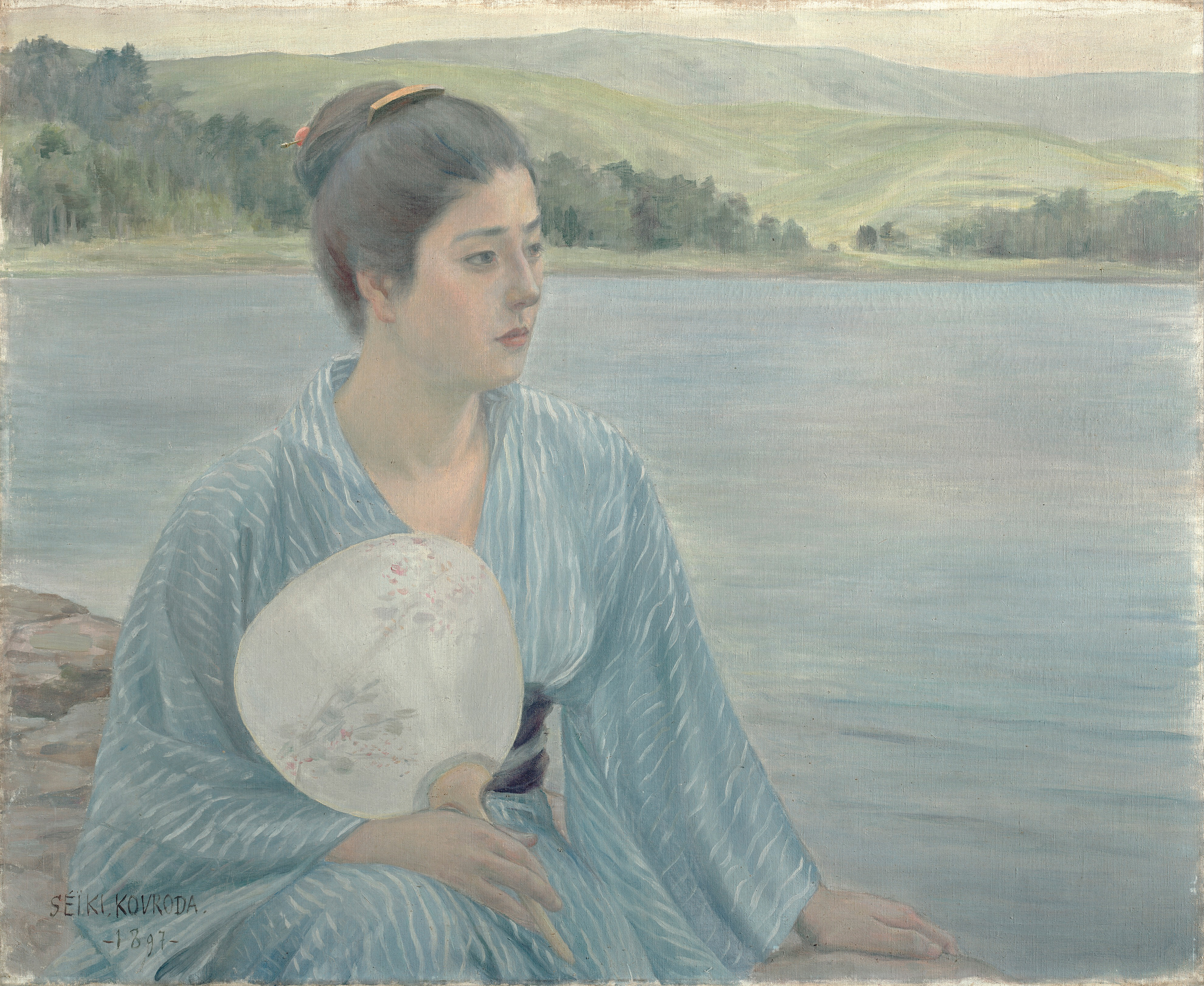
黒田清輝 『湖畔』 1897年 69×84.7cm 東京国立博物館 描いた場所は箱根芦ノ湖畔
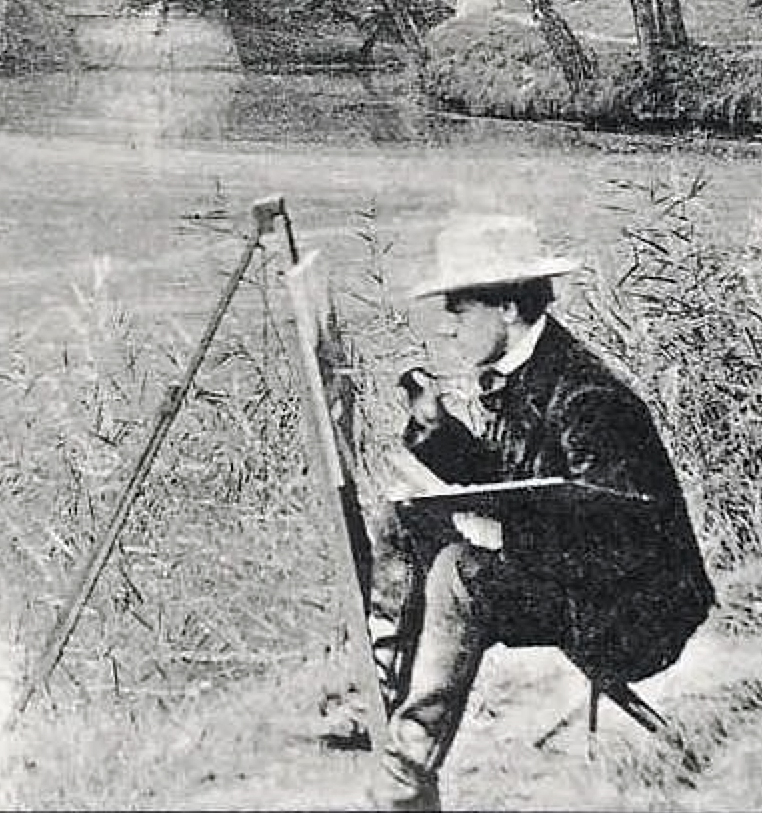
ヴィルヌーブの池の水辺で描くアンリ・ビヴァ 1903年
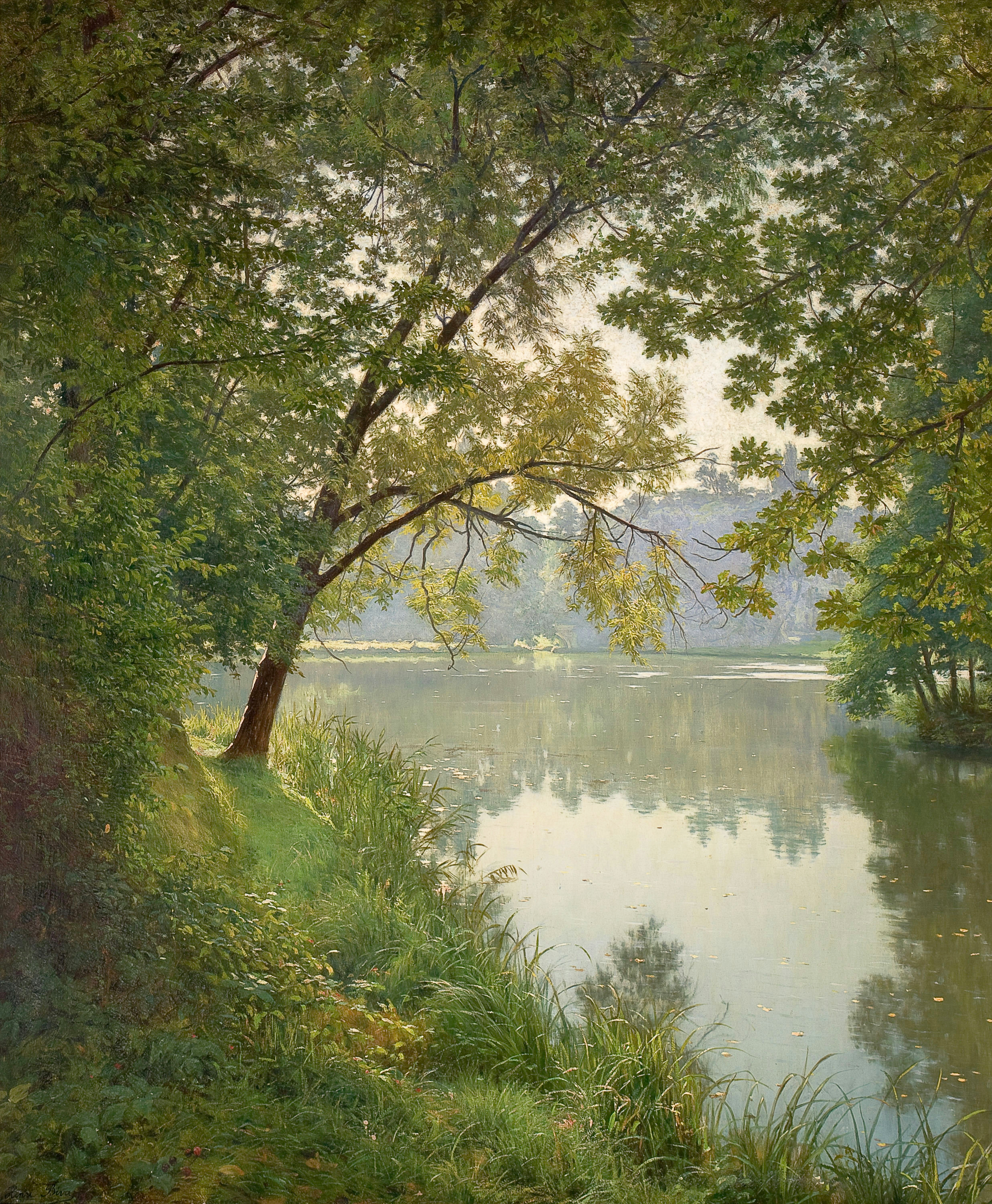
アンリ・ビヴァ 『ヴィルヌーブの朝』 1905-06年頃 153.7 × 127 cm 個人蔵
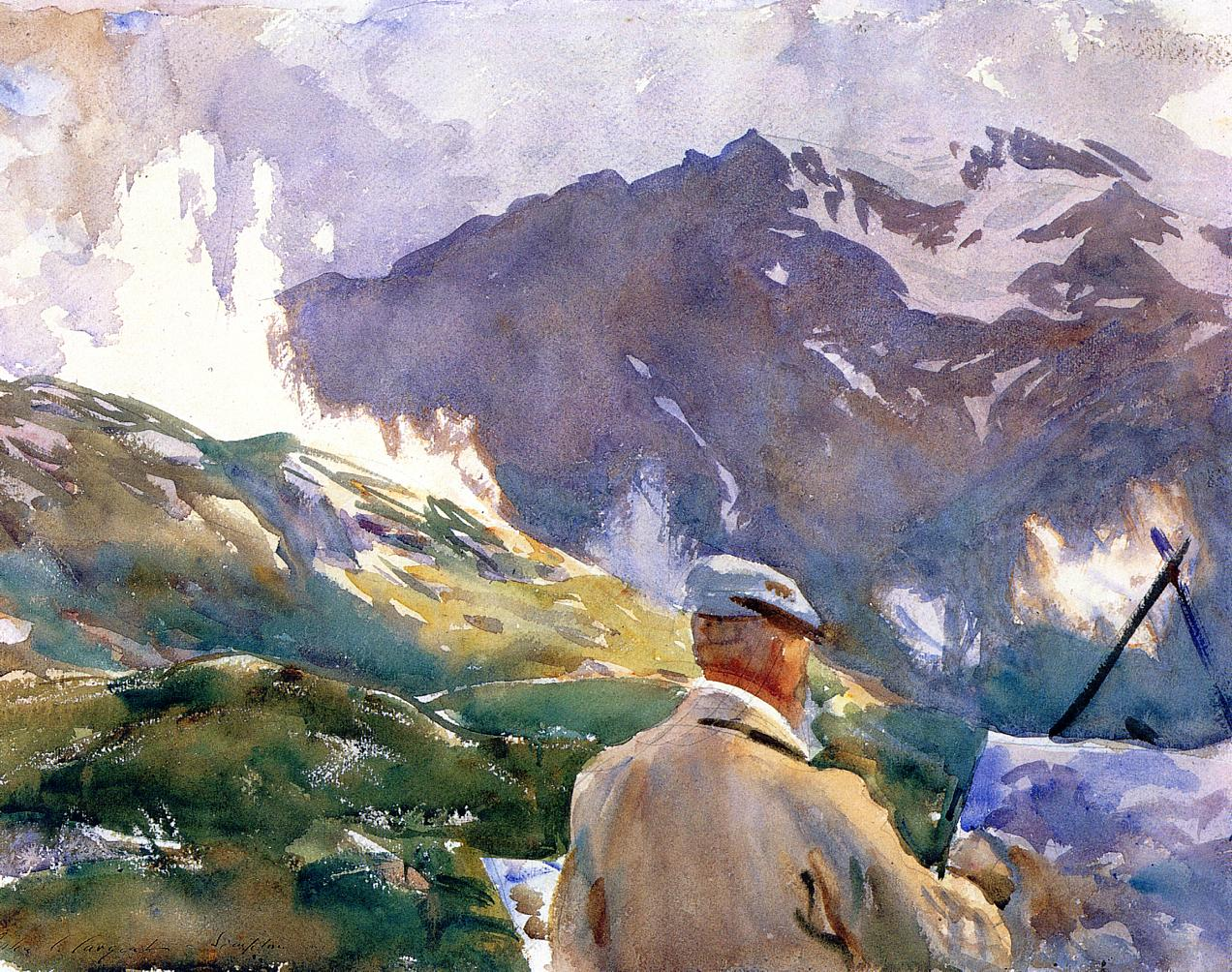
ジョン・シンガー・サージェント 1909年 『シンプロン山を描く画家』 フォッグ美術館 ケンブリッジ（マサチューセッツ州）

## 関連記事
- アートコロニー
- ハイデルベルク派（英語版）